# 三浦ももこ
三浦 ももこ（みうら ももこ、5月22日 - ）は、日本プロ麻雀協会所属の女性プロ雀士。秋田県出身。タレントとしては梶本プロダクション所属。

## 経歴
2021年4月、雀荘のバイト先にRMU所属する人が多かったのがきっかけでRMUに入会、。7月10日に行われた初めての放送対局の「シンデレラリーグ2021」に出場し、結果は一次予選B組16人中16位だった。7月22日にRMU主催の「安牌を斬れ！女流スプリント」に出場するも予選敗退、「ティアラリーグ」Bリーグに出場するも20人中18位だった。
2022年3月6日に日本プロ麻雀協会に移籍を発表し、第21期前期として入会。7月22日に「シンデレラファイト」のファイナルに進んだ三浦の対局者は陽南まこ、菅野真由、柚月彩那。1戦目の南2局1本場から南1局で3連続アガリを見せトップに立った。2戦目は南1局1本場でトップ立つことに成功した三浦だが陽南と柚月の3人がトップ争いを繰り広げた展開になる。南4局1本場で5200のアガリで三浦の逆転トップなった。3戦目は東2局と東4局で三浦のトップと2位の差を広げたが、南1局で2着となり逆転を許す。南1局1本場3900で再びトップなり、南2局、南3局と3連続アガリみせた。三浦の親で迎えた南4局は流局となったが、この3戦で3連勝を決め完全優勝し、初めてのタイトルを獲得した。
2023年には「麻雀最強戦2023 女たちの殴り合い」で初出場を果たしたが、B卓予選で敗退した。第22期雀王戦でE3リーグで4位となりE1リーグへ二段階昇級を果たした。

## 雀風
- 好きな手役は立直[1]、七対子[12]。
- 好きな牌は六索[1]。
- 遅くても高打点を好む、腰が重いタイプ[12]。

## 人物
- 公式プロフィールで身長163cmと発表しているが[1]、165cmに伸びていた[12]。
- 血液型A型[1]。
- 両親と年子の弟がいる[13]。
- スリーサイズは非公表になっているが、バストカップがEカップであることを公開している[14]。
- 趣味は読書、ディズニーやサンリオのキャラクターグッズ集め、お酒(ハイボール、お茶割り[15])、映画鑑賞[16]。
- 憧れの先輩は村上淳(最高位戦)、豊後葵(協会)[12]。「麻雀最強戦2015女流代表決定戦・桜の陣」を観て豊後のファンになり、2017年に直接会う機会があったが、緊張のあまり上手く話せずにいた三浦に豊後は優しく対応。その対応に感銘を受け三浦はプロ雀士になることを決意するきっかけとなった[17]。2021年にRMUに入会したが、翌年に豊後が所属する日本プロ麻雀協会に移籍した経緯があった[7]
- 麻雀以外ではオンラインゲーム「ドゥームズデイ」のイベント企画「女流雀士対抗戦」で優勝した[18]。

## 獲得タイトル
- 第5期麻雀ウォッチ杯シンデレラファイト（2022[8]）